# Kupono Fey
Kupono Kahuanui Fey (Honolulu, 21 gennaio 1995) è un pallavolista statunitense, di ruolo schiacciatore.

## Carriera

### Club
La carriera di Kupono Fey inizia nei tornei scolastici hawaiani, giocando per la Punahou School; concluse le scuole superiori, entra a far parte della squadra di pallavolo maschile della Hawaii, giocando la NCAA Division I dal 2014 al 2017.
Nella stagione 2017-18 firma il suo primo contratto professionistico in Italia, ingaggiato dall'Argos di Sora, in Superlega, dove gioca per un triennio. Nel gennaio 2021, rientra in campo a metà dell'annata in Grecia, dove prende parte alla Volley League col Foinikas Syro, aggiudicandosi la Coppa di Lega.

### Nazionale
Nel 2012 viene convocato nella nazionale statunitense Under-19 per il campionato nordamericano, vincendo la medaglia di bronzo; con la nazionale Under-21 invece vince la medaglia di bronzo al campionato nordamericano 2014 e quella d'argento alla Coppa panamericana 2015.
Nel 2018 fa il suo esordio in nazionale maggiore disputando la Coppa panamericana, torneo nel quale nell'edizione seguente viene impiegato nell'inedito ruolo di libero.

## Palmarès

### Club
- Coppa di Lega: 1

2020-21

### Nazionale (competizioni minori)
- Campionato nordamericano Under-19 2012
- Campionato nordamericano Under-21 2014
- Coppa panamericana Under-21 2015